# Purdy’s Wharf

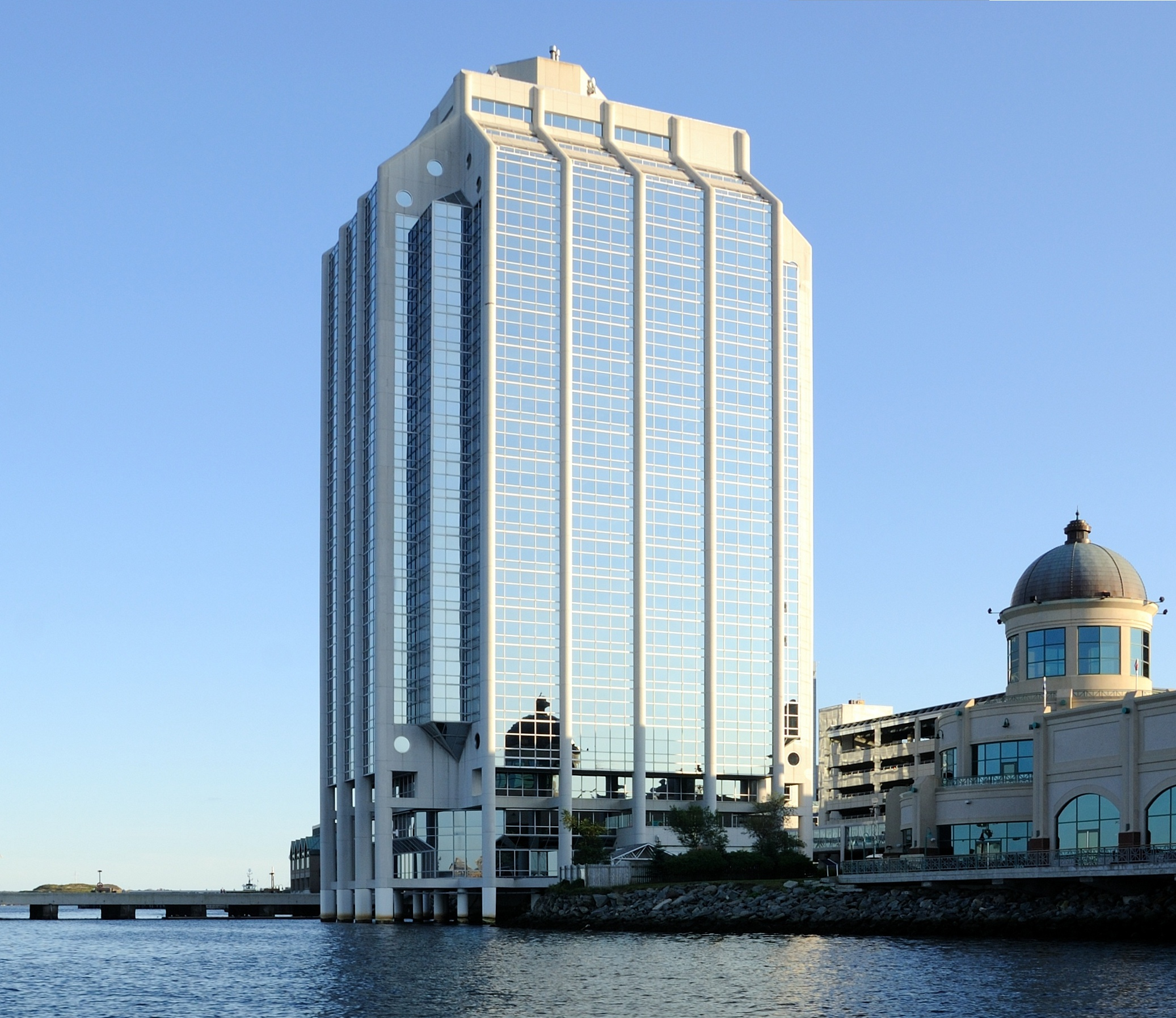
Purdy’s Wharf Tower II

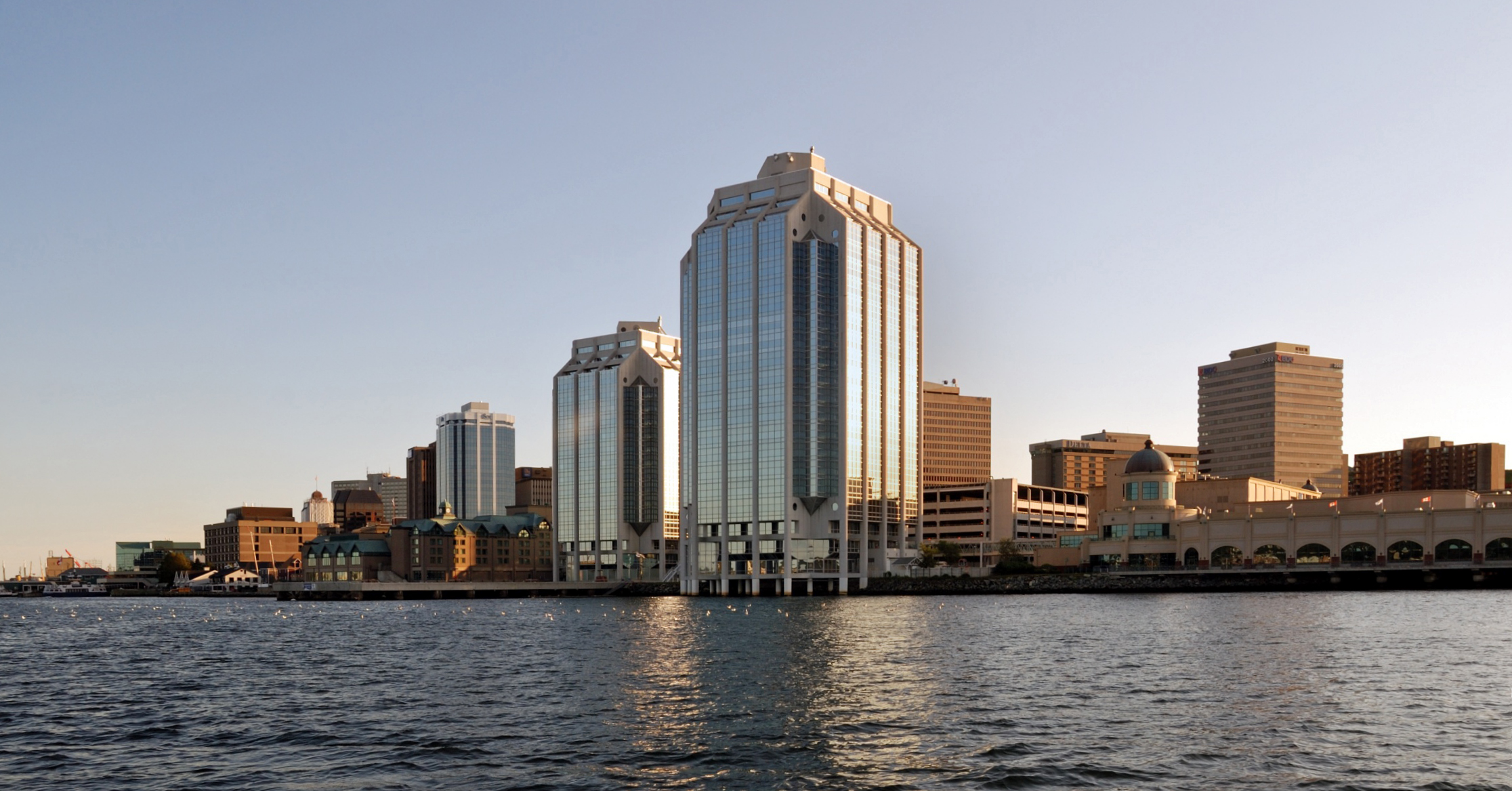
Purdy’s Wharf Bürogebäudekomplex in der Skyline von Halifax

Purdy’s Wharf bezeichnet einen Bürogebäudekomplex im kanadischen Halifax. Die zwei unterschiedlich hohen und miteinander über einen Skywalk verbundenen Hochhäuser am Rande des Hafens sind nach Purdy’s Landing, einer Anlegestelle, benannt. Beide 1980 bis 1985 errichteten Hochhäuser prägen seither die Skyline. Die Planung der Hochhäuser lag beim Architekturbüro Shore Tilbe Irwin + Partners aus Toronto.
Der südliche Purdy’s Wharf Tower I ist 74 Meter (18 Stockwerke) hoch. Der höhere, nördlich gelegene Purdy’s Wharf Tower II hat eine Höhe von 88 Metern (22 Stockwerke). Letzterer ist gleichzeitig nach dem Fenwick Tower das zweithöchste Gebäude der Stadt Halifax. Beide Gebäude ragen mit Hilfe einer Stützkonstruktion teilweise über die Uferlinie hinaus in den Hafen. Die im Grundriss und ihrer äußeren Form gleichen Gebäude werden von einer Stahlbetonkonstruktion getragen, deren weiße Träger in vertikaler Richtung entlang der gesamten Gebäudehöhe außen sichtbar sind. Etwas nach innen versetzt umgibt eine Glasfassade die Gebäudehülle. Beide Hochhäuser werden mit einem Wasserkreislauf klimatisiert, dessen Wasser dem Hafenbecken entnommen wird. Im Durchschnitt reicht die Kühlung allein durch diesen vom Seewasser gespeisten Kreislauf für zehneinhalb Monate im Jahr aus. Für die restlichen sechs Wochen kommen herkömmliche Kälteaggregate zum Einsatz.